# Operación Clausewitz

Mapa de Berlín con límites geográficos.

Operación Clausewitz fue la palabra clave que inició la defensa de Berlín por la Alemania nazi durante la etapa final del Teatro Europeo de la Segunda Guerra Mundial. Clausewitz se estableció en el documento del 9 de marzo de 1945, Orden básica para los preparativos para la defensa de la capital del Reich (en alemán: Grundsätzlicher Befehl für die Vorbereitungen zur Verteidigung der Reichshauptstadt), un documento de 33 páginas que contiene 24 puntos separados. El segundo punto del documento, completo (traducido) es: "La capital del Reich se defenderá hasta el último hombre y la última bala". Se ha referido como la última posición de los nazis contra los soviéticos.
El documento dividió la ciudad de Berlín en 9 zonas de defensa operativas (A a H, como cortes de la ciudad exterior de Berlín y Z, su centro, correspondiente al distrito del gobierno). : 87 Además, dividió la región en cuatro anillos concéntricos: una zona de exclusión exterior, que se extendía más allá de los límites de la ciudad de Berlín; una zona de defensa exterior que se extiende aproximadamente a los límites de la ciudad; una zona de defensa interior que se extiende hacia la Ringbahn de Berlín; y la ciudadela (en alemán: Zitadelle), nuevamente, zona Z. : 87  Además del establecimiento de zonas de defensa, este documento también describe el mecanismo general por el cual Berlín se convertiría en una ciudad de primera línea. Esto incluyó:
- La evacuación de todas las oficinas de las Wehrmacht y SS en Berlín[5]
- Evacuación del puesto de comando central de la capital del Comando General en Hohenzollern a la torre L del búnker del zoológico no más de seis horas después de la emisión de Clausewitz[4]
- La imposición de la ley marcial para la población civil y los delitos en virtud de los cuales se autorizó la pena de muerte[4]

El documento también describía la destrucción de miles de documentos que se consideraban "esenciales" para la máquina de guerra nazi, incluidos los documentos relacionados con la logística e instalaciones militares y civiles, la investigación médica y otras investigaciones tecnológicas.
Hitler ordenó la ejecución de Fall Clausewitz el 20 de abril de 1945. Esto puso en marcha la preparación según el plan de la Orden Básica, y habría sido seguido más tarde por la palabra clave Kornberg, que significa que la preparación completa debe completarse y la batalla ha comenzado.